# Kościół św. Wawrzyńca w Kosmowie
Kościół świętego Wawrzyńca w Kosmowie – rzymskokatolicki kościół parafialny należący do parafii pod tym samym wezwaniem (dekanat Koźminek diecezji kaliskiej).
Świątynia została wzniesiona w 1691 roku. Ufundowana została przez Sokołowskiego. Odrestaurowana została w 1895 roku. Podczas 2 wojny światowej została zdewastowana. W 1953 roku została przedłużona nawa. W 1986 i 1993 roku była odnawiana.
Budowla jest drewniana, jednonawowa, posiada konstrukcję zrębową. Świątynia jest orientowana. Jej prezbiterium jest mniejsze w stosunku do nawy, zamknięte jest trójbocznie, z boku jest umieszczona zakrystia. Od frontu i z boku nawy znajdują się kruchty. Świątynię nakrywa dach dwukalenicowy, pokryty gontem, na dachu jest umieszczona sześciokątna wieżyczka na sygnaturkę. Zwieńcza ją blaszany iglicowy dach hełmowy i latarnia. Wnętrze nakrywa strop płaski obejmujący nawę i prezbiterium. Chór muzyczny jest podparty dwoma słupami, posiada prostą linię parapetu, znajduje się na nim prospekt organowy z początku XVIII wieku. Na belce tęczowej jest umieszczony gotycki krucyfiks z XV wieku i data budowy świątyni. Polichromia o charakterze iluzjonistycznym przedstawia Trójcę Świętą i Matkę Bożą z Dzieciątkiem na stropie. Do wyposażenia w stylu barokowym należą: ołtarz główny, dwa  ołtarze boczne i ambona z malowanymi wizerunkami czterech ewangelistów powstałe w 1 połowie XVIII wieku. Kolejne dwa ołtarze boczne powstały w 1754 roku.